# Маунтен-В'ю (округ Контра-Коста, Каліфорнія)
Маунтен-В'ю (англ. Mountain View) — переписна місцевість (CDP) в США, в окрузі Контра-Коста штату Каліфорнія. Населення — 2622 особи (2020).

## Географія
Маунтен-В'ю розташований за координатами 37°23′58″ пн. ш. 122°4′46″ зх. д. / 37.39944° пн. ш. 122.07944° зх. д. (37.399364, -122.079517).  За даними Бюро перепису населення США в 2010 році переписна місцевість мала площу 31,79 км², з яких 31,07 км² — суходіл та 0,72 км² — водойми.

## Демографія
Згідно з переписом 2010 року, у місті мешкало 74 066 осіб у 31 957 домогосподарствах у складі 17 515 родин. Густота населення становила 2330 осіб/км².  Було 33881 помешкання (1066/км²).
Расовий склад населення:
| - 56,0 % — білих - 26,0 % — азіатів - 2,2 % — чорних або афроамериканців - 0,5 % — вихідців з тихоокеанських островів - 0,5 % — корінних американців - 9,8 % — осіб інших рас |

До двох чи більше рас належало 5,1 %. Частка іспаномовних становила 21,7 % від усіх жителів.
За віковим діапазоном населення розподілялося таким чином: 19,7 % — особи молодші 18 років, 69,7 % — особи у віці 18—64 років, 10,6 % — особи у віці 65 років та старші. Медіана віку мешканця становила 35,9 року. На 100 осіб жіночої статі у місті припадало 103,6 чоловіків;  на 100 жінок у віці від 18 років та старших — 103,5 чоловіків також старших 18 років.
Середній дохід на одне домашнє господарство  становив 136 812 долари США (медіана — 103 488), а середній дохід на одну сім'ю — 161 639 доларів (медіана — 124 398). Медіана доходів становила 103 217 доларів для чоловіків та 76 440 доларів для жінок. За межею бідності перебувало 7,8 % осіб, у тому числі 8,9 % дітей у віці до 18 років та 11,2 % осіб у віці 65 років та старших.
Цивільне працевлаштоване населення становило 44 221 осіб. Основні галузі зайнятості: науковці, спеціалісти, менеджери — 24,0 %, освіта, охорона здоров'я та соціальна допомога — 18,3 %, виробництво — 15,8 %.